# Phylloicus aculeatus
Phylloicus aculeatus är en nattsländeart som först beskrevs av Blanchard 1851.  Phylloicus aculeatus ingår i släktet Phylloicus och familjen Calamoceratidae. Inga underarter finns listade i Catalogue of Life.